# Monossexismo
O monossexismo é uma crença que a monossexualidade (qualquer pessoa com uma orientação sexual exclusiva por um sexo ou género) é superior a uma orientação bissexual. Algumas pessoas, apesar da sua própria orientação, se desfazem de bissexuais como simplesmente promíscuos.
Especificamente, o monossexismo promove exclusivamente ginefilia e androfilia, podendo ser extensão do heterossexismo. O monossexismo inclui a bifobia e a panfobia. O alossexismo pode ser englobado pelo monossexismo, visto que assexuais não são monossexuais e que o monossexismo é a supremacia dualista da binariedade heterossexual/homossexual. As identificações binárias de sexualidade, quando tidas como normas, também excluem polissexuais, onissexuais e ceterossexuais, sendo o monossexismo o sistema de opressão para com eles.
Algumas pessoas heterossexuais definem bissesexualidade tão moralmente mal, como pecador ou como perigoso, enquanto alguns vão além disso, descrevendo que todas as orientações outras que não são heterossexuais como tal. Alguns homens homossexuais se desfazem das pessoas que se autoidentificam bissexuais como necessitados de autoaceitação, e insistem que tais homens são de fato gays mas estão na negativa. As lésbicas que fazem reclamações desdenhosas sobre o comportamento de mulheres bissexuais afirmam que tais mulheres são de fato heterossexuais, e estão se ocupando sexualmente com outras mulheres para obter atenção dos homens, ou algo do tipo.
Nem todas as lésbicas e os gays mantêm essas visões. Muitos estão aceitando as pessoas bissexuais, e falam alto contra aqueles que exprimem visões negativas aos bissexuais.
Enquanto ele descreve uma visão da superioridade de heterossexualidade e homossexualidade, ele não é o mesmo como heterossexismo ou homossexismo que são visões que incluem a superioridade de um ao outro.
A visão de mundo monossexista reforça também a ideia de que a fluidez sexual é inexistente e de que orientações sexuais são estritas, ainda que monossexistas vejam a monodissidência como uma fase transitória de auto-identificação, não a reconhecem como uma parte legítima de sua vivência, logo se uma pessoa veio a se identificar como multissexual, durante a adolescência, e veio a se descobrir monossexual na fase adulta, ela sempre foi monossexual e nunca monodissidente, sendo também um inatismo.